# Raahe

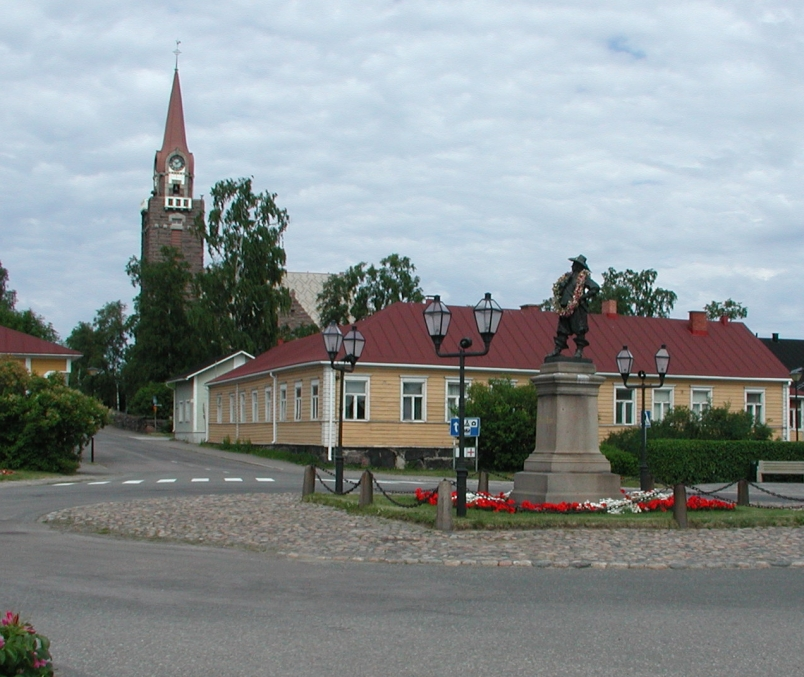
Iglesia de Raahe y estatua del fundador.

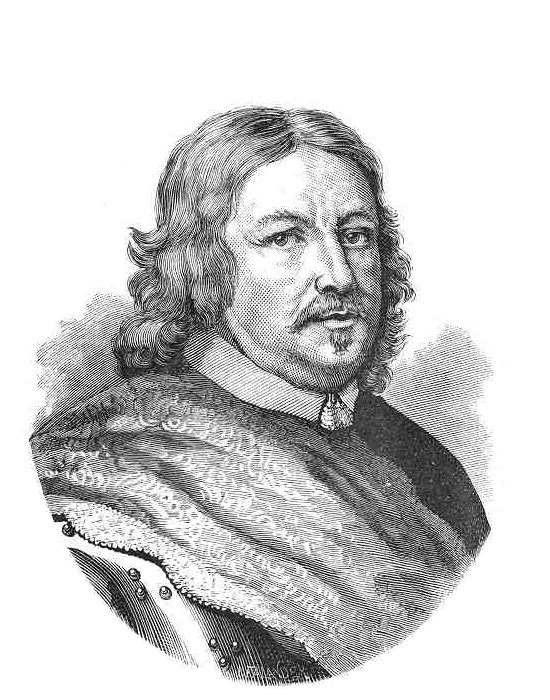
Per Brahe hijo, fundador de Raahe en 1649.

Raahe (oficialmente y en finés, en sueco, Brahestad) es una ciudad finesa en la parte central del país a las orillas del Golfo de Botnia.
Fundada por el hombre de estado sueco y gobernador general de la corte de Finlandia Per Brahe hijo en 1649, es uno de los 10 pueblos de madera que quedan en Finlandia, junto a Kaskinen (Kaskö), Vanha Rauma (Vieja Rauma, Gamla Raumo), Porvoo (Borgå), Jakobstad (Pietarsaari), y Vaasa (Vasa).
Tras incendiarse en 1810, Raahe fue reconstruida con nuevos diseños para reducir el riesgo de incendio y favorecer espacios públicos. La antigua ciudad es conocida por su planes urbanísticos renacentistas rectilineares con una inusual plaza cuadrada con esquinas cerradas (Pekkatori).
Como zona agrícola y marítima, de Ostrobotnia salió la mayor parte de los inmigrantes a países de América del norte y Australia en los siglos XIX y XX.
Fundada como ciudad suecófona es hoy día unilingüe en finés.

## Ciudades hermanadas
- Skellefteå, Suecia, desde 1946
- Løgstør, Dinamarca, desde 1946
- Bergen, Noruega, desde 1946
- Cherepovets, Rusia, desde 1968
- Košice, Eslovaquia, desde 1987
- Vårgårga, Suecia
- Kullamaa, Estonia